# Federazione di softball del Sudafrica
La Federazione sudafricana di softball (eng. Softball South Africa) è un'organizzazione fondata per governare la pratica del softball in Sudafrica.
Organizza il campionato di softball sudafricano, e pone sotto la propria egida la nazionale di softball femminile.